# Joshua Titima
Joshua Titima (ur. 20 października 1992 w Kitwe) – piłkarz zambijski grający na pozycji bramkarza. Od 2020 jest zawodnikiem klubu Mufulira Wanderers.

## Kariera klubowa
Karierę piłkarską Titima rozpoczął w klubie Power Dynamos FC z miasta Kitwe. W 2011 roku zadebiutował w jego barwach w zambijskiej Premier League. W debiutanckim sezonie wywalczył z nim mistrzostwo i Puchar Zambii. W 2020 przeszedł do Mufulira Wanderers.

## Kariera reprezentacyjna
W 2012 roku Titima został powołany do reprezentacji Zambii na Puchar Narodów Afryki 2012. Zadebiutował w niej w tym samym roku, a w 2013 roku otrzymał powołanie na Puchar Narodów Afryki 2013.